# Aneilema arenicola
Aneilema arenicola là một loài thực vật có hoa trong họ Commelinaceae. Loài này được Faden mô tả khoa học đầu tiên năm 1984.